# Zawodzie (Kalisz)
Zawodzie – lewobrzeżna część Kalisza usytuowana na osiedlu Rypinek, położona w odległości ok. 2 km od Śródmieścia; najstarsza historycznie część miasta. W 1299 lokowana jako wieś Zawodzie na prawie niemieckim.
Zawodzie wraz ze Starym Miastem obejmuje 15 ulic o nazwach historycznych.

## Gród na Zawodziu

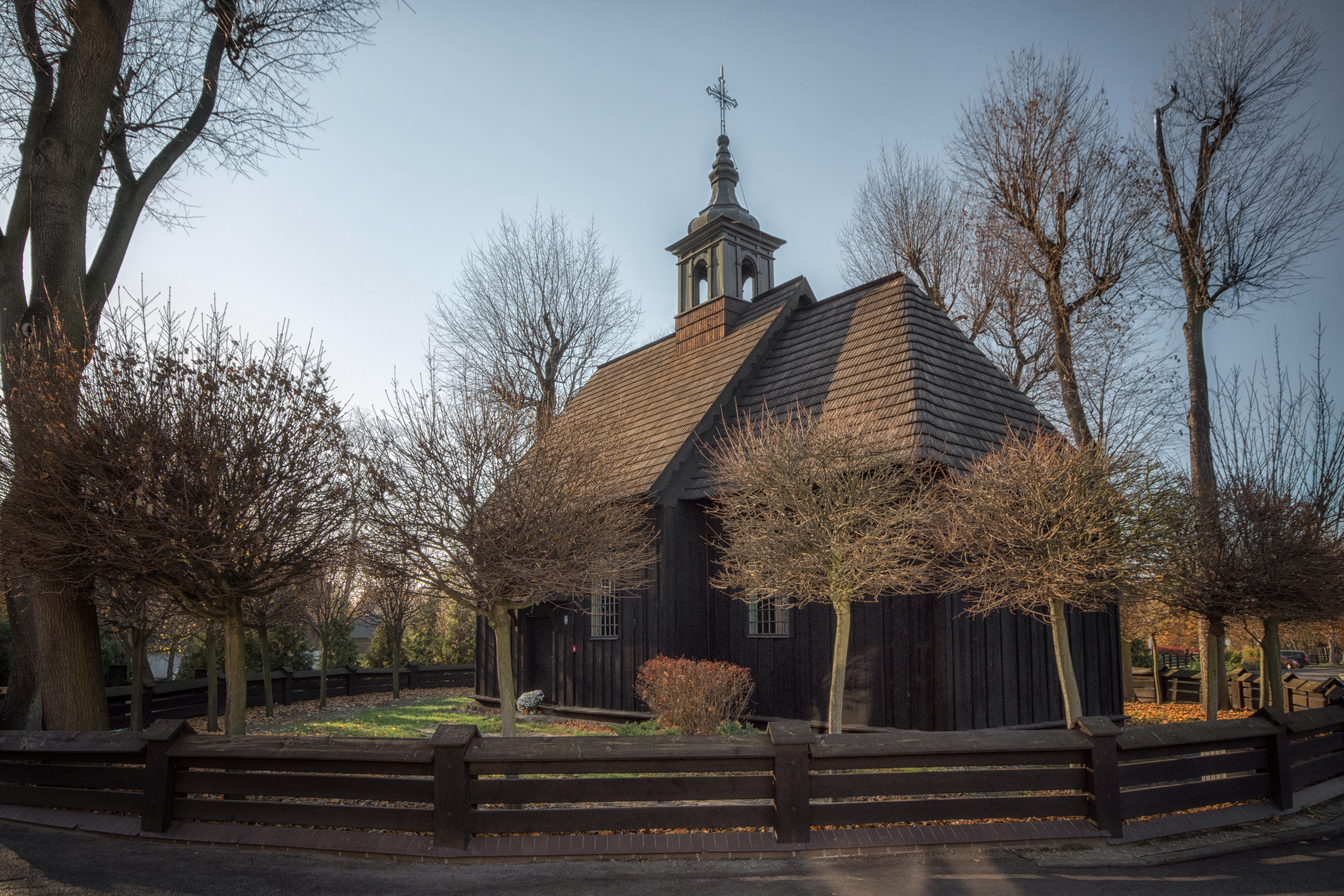
Kościół św. Wojciecha

Na przełomie IX/X w. na Zawodziu, w bagnistej pradolinie Prosny wzniesiono gród, otoczony wałem, zabezpieczony fosą, dwukrotnie powiększany do powierzchni 17 500 m². Powstanie grodu ożywiło rozwój istniejącej już osady rzemieślniczej z kościołem św. Wojciecha oraz utworzenie obok otwartej osady targowej. Zespół obu osad oraz grodu stał się jednym z ważniejszych ośrodków politycznych i handlowych (bądź nawet najważniejszym) w państwie pierwszych Piastów, który to status utrzymał w okresie późniejszym, gdy stał się grodem kasztelańskim. Wedle Kroniki Galla Anonima w 1106, Bolesław Krzywousty zdobył i spalił gród po walce z bratem Zbigniewem.
W 1155 za panowania Mieszka III Starego, na miejscu wcześniejszego kościoła zbudowano kamienną kolegiatę św. Pawła, a gród stał się jedną z głównych siedzib książęcych. Kolegiata miała pełnić rolę nekropoli władców księstwa i dlatego w świątyni pochowano samego księcia oraz zmarłego kilka lat wcześniej jego syna Mieszka Młodszego (zm. 1193). Pod koniec XII wieku na terenie grodu powstała z polecenia księcia Mieszka Starego murowana wieża, która była jednym z pierwszych tego typu obiektów na terenie Polski. Była to zapewne wieża ubezpieczająca bramę w obwodzie drewniano-ziemnych wałów, wchodząca w skład większego zespołu monumentalnych budowli na grodzie kaliskim, do których zaliczyć można kolegiatę św. Pawła wzniesioną w miejscu drewnianego kościoła z początku XI wieku oraz prawdopodobnie palatium.
Śmierć Mieszka III Starego w 1202 zapoczątkowała początek walk o gród, który często zmieniał właścicieli. W 1233 książę śląski Henryk Brodaty, opanowując Wielkopolskę zdobył gród kaliski wykorzystując odsunięcie rzeki, a niszcząc go przypieczętował jego koniec na terenie Zawodzia.
W 2007 gród częściowo zrekonstruowano, odtwarzając m.in. bramę wejściową z mostem, fragment dawnych umocnień obronnych, zabudowę mieszkalną, a także część przyziemną romańskiej kolegiaty tworząc Rezerwat Archeologiczny Zawodzie.